# Varnéville
Varnéville ist eine französische Gemeinde mit 49 Einwohnern (Stand: 1. Januar 2022) im Département Meuse in der Region Grand Est (bis 2015 Lothringen). Sie gehört zum Arrondissement Commercy und zum Kanton Saint-Mihiel. Die Einwohner werden Varnévillois genannt.

## Geografie
Varnéville liegt etwa 38 Kilometer südsüdöstlich von Verdun. Das Gemeindegebiet ist Teil des Regionalen Naturparks Lothringen. Umgeben wird Varnéville von den Nachbargemeinden Buxières-sous-les-Côtes im Norden, Loupmont im Osten und Südosten, Apremont-la-Forêt im Süden und Südwesten sowie Saint-Mihiel im Westen. Im Ortsgebiet entspringt der Fluss Madine.

## Bevölkerungsentwicklung
| Jahr                       | 1962 | 1968 | 1975 | 1982 | 1990 | 1999 | 2006 | 2011 | 2019 |
| Einwohner                  | 80   | 65   | 67   | 61   | 61   | 65   | 58   | 52   | 51   |
| Quellen: Cassini und INSEE |      |      |      |      |      |      |      |      |      |

## Sehenswürdigkeiten

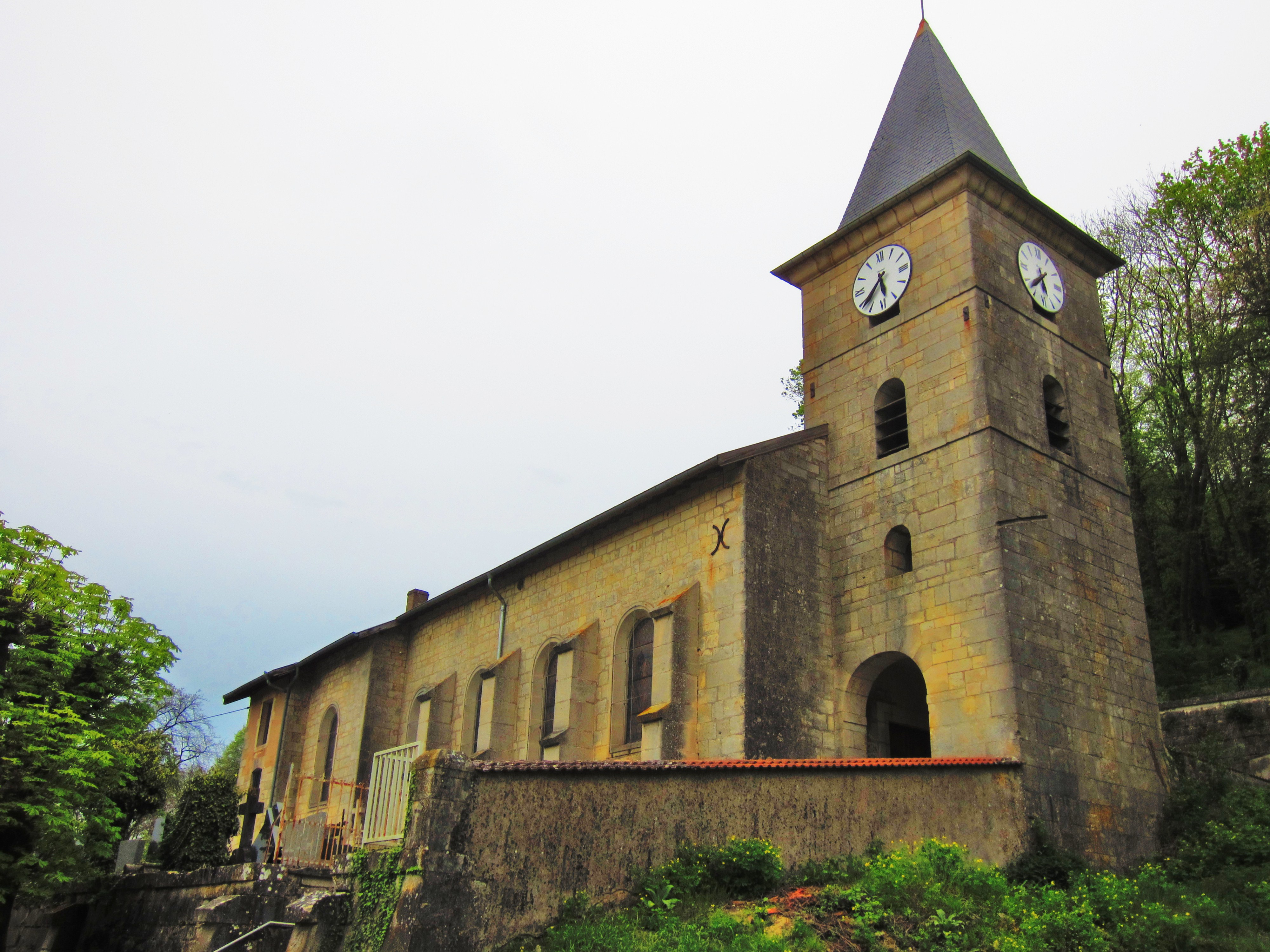
Kirche Saint-Laurent

- Kirche Saint-Laurent, 1756 erbaut